# Джон Елиът
Джон Елиът (1604 – 1690) е пуритан, мисионер, преводач и писател от колониална Нова Англия. Известен е като Апостола на индианците.
Малко се знае за ранния живот на Елиът. Роден е в Уайдфорд, Хартфордшър през август 1604 г. Между 1618 и 1622 г. завършва бакалавърска степен в университета в Кеймбридж. До 1630 г. работи като асистент на Томас Хукър в Пуританската академия в Есекс. През 1631 г. пристига в Бостън. От 1632 г. до 1688 г. е старши учител в църквата в Роксбъри.
Около 1646 г. Елиът започва да учи езика на индианците масачузет като същевременно провежда и мисионерска работа сред тях. Превежда на езика Масачузет Библията и я издава през 1663 г. Тя е първата Библия отпечатана в Америка. Мисионерската дейност и работата му при индианците продължава до пенсионирането му през 1688 г. Умира 2 години по-късно на 21 май 1690 г.